# Espreso TV
Az Espreso TV (ukrán: Еспресо TV)  ukrán internetes televíziós csatorna, amely 2013 novemberében kezdte meg működését. A csatorna lehetővé tette az Euromajdan tüntetés élő közvetítését.
2014. január 22-én a csatorna egyik újságíróját, Dmitro Dvoicsenkot elrabolták, megverték és ismeretlen helyre vitték. Később elengedték.